# Kersey (Suffolk)
Kersey ist ein Dorf und Civil parish im District Babergh in der Grafschaft Suffolk, England. Im Jahr 2022 hatte es eine Bevölkerung von 321.